# برنارد روبنسون
برنارد روبنسون (بالإنجليزية: Bernard Robinson)‏ (5 ديسمبر 1911 - 29 نوفمبر 2004) هو لاعب كرة قدم بريطاني (وحمل سابقاً جنسية المملكة المتحدة لبريطانيا العظمى وأيرلندا) في مركز الدفاع. لعب مع نورويتش سيتي.